# 149-я пушечная артиллерийская бригада
149-я пушечная артиллерийская Неманская Краснознамённая, орденов Суворова, Кутузова и Александра Невского бригада — тактическое соединение Рабоче-крестьянской Красной армии.
Сокращённое наименование — 149 пабр.

## История
Сформирована 28 мая 1944 на базе 403-го гаубичного артиллерийского полка большой мощности , 537-го пушечного артиллерийского полка и 827-го отдельного армейского разведывательного артиллерийского дивизиона. Принимала участие в Белорусской стратегической наступательной операции, в Восточно-прусской стратегической наступательной операции, участвовала в штурме Кёнигсберга.
После войны преобразована в 149-ю артиллерийскую дивизию с дислокацией в г. Калининград.
В конце 1980-х 149-я артиллерийская дивизия свёрнута в 3598-ю БХВТ.
В 1990-е гг. регалии и преемственность переданы 26-й ракетной бригаде Сухопутных войск РФ.

## Состав

### 1989 год
Состав 149-й артиллерийской дивизии дислоцировавшейся в Прибалтийском военном округе.
- управление, в/ч 25780 (г. Калининград)
- 243-я тяжёлая гаубичная артиллерийская бригада (г. Калининград) (48 Д-20)
- 671-й пушечный артиллерийский полк (г. Калининград) (48 2А36)
- 672-й пушечный артиллерийский полк (г. Калининград) (48 2А36)
- 683-й тяжёлый гаубичный артиллерийский полк (г. Калининград) (48 Д-20)
- 689-й гвардейский реактивный артиллерийский Витебский Краснознамённый, орденов Кутузова и Александра Невского полк (г. Калининград) (48 Ураган)
- 29-й противотанковый артиллерийский Крымский ордена Кутузова полк (г. Калининград)
- 2317-й разведывательный артиллерийский полк (г. Калининград)

## Награды
- «Неманская» — награждена 149-я пушечная артиллерийская бригада в 1944 году за успешное форсирование реки Неман в годы ВОВ.[5]
- Орден Красного Знамени — награждён 403-й гаубичный артиллерийский полк большой мощности в декабре 1943 года за участие в освобождении Витебской области и за образцовое выполнение боевых задач.[5]
- Орден Суворова II степени — награждена 149-я пушечная артиллерийская бригада в 1945 году за овладение городом Кёнигсбергом.[5]
- Орден Кутузова II степени — награждена 149-я пушечная артиллерийская бригада в 1944 году за освобождение Белоруссии.[5]
- Орден Александра Невского — награждена 149-я пушечная артиллерийская бригада за штурм города Пиллау[5]